# Northanger Abbey (2007)
Northanger Abbey é um telefilme britânico de drama histórico lançado em 2007, tendo sido produzido como uma adaptação do romance de mesmo nome, de autoria da escritora britânica Jane Austen, publicado em 1817. Foi dirigido por Jon Jones e possui roteiro de Andrew Davies. O título é estrelado por Felicity Jones como a protagonista Catherine Morland e JJ Feild interpreta seu interesse amoroso Henry Tilney.
Seu enredo desenvolve-se quando a adolescente Catherine é convidada a ir a cidade de Bath para acompanhar alguns amigos da família. Lá ela se torna objeto do afeto de Henry Tilney e John Thorpe. Quando ela é convidada a hospedar-se na Abadia de Northanger, a sua imaginação jovem e ingênua ganha força e ela começa a confundir a vida real com o romance gótico de seus romances favoritos.
Northanger Abbey foi um dos três romances adaptados para a televisão, durante a temporada de Jane Austen na emissora ITV. A produção foi filmada em locações na Irlanda no final de agosto de 2006 com um orçamento de £ 2 milhões de libras esterlinas. O drama foi coproduzido pela Granada Productions e pelo estúdio estadunidense WGBH Boston. Northanger Abbey estreou em 25 de março de 2007 no Reino Unido e em 16 de dezembro de 2007 no Canadá. No ano seguinte, ocorreu sua exibição nos Estados Unidos e na Austrália. Northanger Abbey recebeu críticas positivas da crítica especializada, que destacou as performances do elenco.

## Enredo
Catherine Morland, de dezessete anos, filha do Sr. e da Sra. Morland, é uma garota do tipo tomboy, além de possuir uma imaginação fértil e uma paixão por romances góticos. Os amigos da família, o Sr. e a Sra. Allen, convidam Catherine para passar a temporada em Bath e ela aceita prontamente. Em seu primeiro baile, ela conhece e dança com Henry Tilney. No dia seguinte, ela conhece a família Thorpe, o qual se torna uma boa amiga de Isabella Thorpe e conhece o irmão de Isabella, John, quando se reencontra com seu próprio irmão, James.
John flerta com Catherine em um baile, mas ela está mais interessada em conhecer Henry e sua irmã, Eleanor. Catherine é pressionada por Isabella e John a cavalgar até o Castelo Blaise, apesar de ter feito planos para um passeio com Henry e Eleanor. John assegura a ela que viu Henry dirigindo um faetonte para Wick Rocks, mas enquanto Catherine está na carruagem de John, ela vê os Tilneys caminhando pela rua. Catherine pede para John parar, sabendo que ele mentiu para ela, mas ele se recusa. Catherine encontra a família Tilney na ópera e pede desculpas, antes de planejar outra caminhada. John diz ao pai de Henry, o General Tilney, que Catherine é a herdeira dos Allens, e o General a convida para passar o dia com a família. Catherine fica encantada quando descobre que Henry e Eleanor amam livros tanto quanto ela.
Ao voltar para casa, Isabella diz a Catherine que ela e James estão noivos. James e John anunciam que vão deixar Bath por algumas semanas e depois de conversar sobre a temática de casamento com Catherine, John vai embora acreditando que ela está apaixonada por ele. A seguir, Isabella chama a atenção do irmão mais velho de Henry, o capitão Frederick Tilney, e flerta com ele depois de saber quão baixa será a renda de James com o casamento entre os dois.
O General Tilney convida Catherine para se hospedar na residência de sua família, a Abadia de Northanger e ela aceita.
Enquanto Isabella continua a flertar com Frederick, Catherine pede a Henry para convencer seu irmão a deixá-la em paz. No entanto, ele diz a Catherine que Frederick deixará a cidade em breve para se juntar ao seu regimento.
Catherine afirma que a Abadia de Northanger parece exatamente como ela imaginou e fica intrigada com a morte da Sra. Tilney. Devido à sua imaginação hiperativa, ela começa a acreditar que o General Tilney assassinou sua esposa. Henry a pega no quarto de sua mãe e fica ofendido quando percebe o que ela estava pensando e após um pedido de desculpas dela, ele conclui que talvez seja possível ler romances de forma demasiada. Continuando sua estadia na Abadia de Northanger, Catherine recebe uma carta de James, na qual revela que seu noivado com Isabella foi cancelado, porque ela permitiu que Frederick a seduzisse. Eleanor explica a Catherine que seu irmão não tinha intenção de se casar com Isabella e Catherine acaba recebendo mais tarde, uma carta de Isabella, pedindo que ela se desculpe com James por ela, algo que Catherine afirma que não fará.
O General Tilney retorna para casa de uma viagem e de forma inesperada, ordena que Eleanor mande Catherine para casa em Fullerton naquela mesma noite. Catherine suporta a viagem sozinha e acredita que Henry contou ao General sobre suas suspeitas. Poucos dias depois, Henry chega a Fullerton e explica que o General descobriu que a família de Catherine não era tão rica quanto John o fez acreditar. Ele se desculpa pelas ações de seu pai e explica que, embora provavelmente seja deserdado, ele ama Catherine e a pede em casamento, pedido este que ela aceita e o casal se casa.

## Produção

### Concepção e adaptação
"As pessoas acham que Austen é muito mais romântica e direta do que realmente é. Ela é bem prática sobre amor e relacionamentos – é muito comedida sobre com quem as pessoas devem se casar. O que é bem interessante sobre Henry Tilney é que ele não necessariamente se apaixona perdidamente por Catherine imediatamente. É um desenvolvimento bem gradual, e é o entusiasmo dela por ele que o leva a retribuir suas afeições. É bem sutil como ela desenha seus personagens, que é o que eu gosto".

—Felicity Jones comentando sobre a escrita de Austen.
Em 10 de novembro de 2005, Julia Day da publicação The Guardian relatou que o responsável pelos dramas da ITV, Nick Elliott, havia encomendado três novas adaptações de obras de Jane Austen: Mansfield Park, Northanger Abbey e Persuasion. Elliot comentou que as adaptações seriam "remakes importantes para a nova geração". Ele explicou: "A cada 10 anos, todas as grandes histórias precisam ser recontadas. Esses filmes serão muito parecidos com os de 2007... pedimos e pressionamos a equipe de produção para torná-los jovens. Suas histórias sempre fazem um ótimo drama de televisão e nossa temporada de Jane Austen apresentará o melhor do talento britânico de atuação". Elliott revelou ainda que havia deliberadamente evitado encomendar adaptações de Pride and Prejudice e Sense and Sensibility para se concentrar nas obras menos conhecidas de Austen. Cada uma das produções foi feita por uma empresa, elenco e diretores diferentes, portanto tinham “um visual distinto”. Além disso, eles também foram feitos para atrair um público mais jovem
que poderia não estar vínculado a outras adaptações de Austen feitas anteriormente. Northanger Abbey recebeu um orçamento de £ 2 milhões de libras esterlinas e tornou-se a segunda adaptação produzida do livro homônimo; com a primeira sendo transmitida na televisão em 1987.
Andrew Davies, o roteirista que adaptou Pride and Prejudice (1995) para a BBC, foi contratado para escrever um roteiro de Northanger Abbey para a Weekend Television em 1998. Então, Harvey Weinstein da Miramax Films adicionou rascunhos de outros roteiristas e o projeto acabou sendo abandonado. Davies comentou ao The Daily Telegraph que Northanger Abbey era muito mais simples de adaptar do que Pride and Prejudice e que parte da história de fundo era ter a heroína lendo o best-seller de 1764, O Castelo de Otranto, de Horace Walpole, que ele usa para encher a cabeça de Catherine com a expectativa de segredos inconfessáveis na Abadia. Adicionalmente, ele admitiu que usou de licença artística quando a personagem Isabella, sai com o capitão Frederick Tilney. Austen não declarou o que aconteceu com eles no romance, mas Davies acreditava que Frederick teria seduzido Isabella.
Durante uma entrevista com Marion McMullen do Coventry Evening Telegraph, Davies explicou que os elementos góticos do romance lhe deram inspiração para adicionar sequências de sonhos e fantasias ao roteiro. Ele disse a McMullen: "Sou muito fiel ao livro, mas uma das diferenças foi escrever as cenas que mostram as fantasias de Catherine. Ela é uma grande leitora de ficção de terror - o romance gótico era bastante popular naquela época, como uma jovem hoje que leria muitos romances bastante picantes. Nesta produção, vemos algumas das fantasias de Catherine, algumas das quais são bastante picantes para uma jovem". Davies admitiu que estava orgulhoso de sua reputação de "sexualizar" os romances que adaptou e comentou que nenhuma de suas cenas eram gratuitas. O produtor Keith Thompson disse que Davies tornou Northanger Abbey um pouco mais erótico do que o romance e achou que o roteiro tinha "uma ousadia maravilhosa". Davies escolheu utilizar um narrador para falar as palavras de Austen e ajudar a definir o cenário do início ao final do filme.

### Elenco

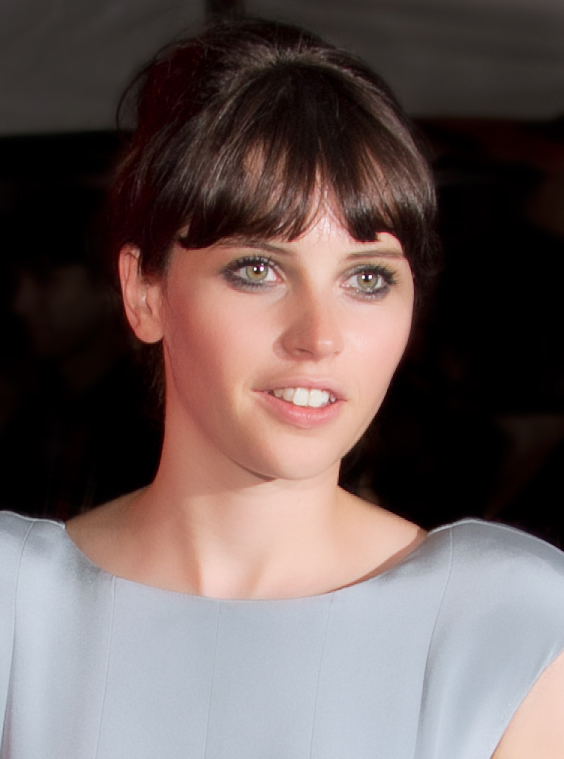
Felicity Jones interpreta a protagonista de Northanger Abbey, Catherine Morland.

Karen Price, da publicação Western Mail, relatou que a ITV estava procurando por "grandes nomes" e prometeu os melhores atores britânicos, enquanto selecionava o elenco para as três adaptações de obras de Austen. Em julho de 2006, Thompson revelou que o elenco ainda não havia sido confirmado e que o agente de elenco, John Hubbard, estava "vasculhando" a Irlanda e o Reino Unido em busca de atores adequados aos papéis. Em 14 de agosto, um jornalista da Irish Film and Television Network declarou que a escolha para o elenco de  Northanger Abbey havia sido concluída e confirmada. A atriz britânica Felicity Jones foi escolhida para interpretar Catherine, a protagonista e filha mais velha da família Morland. Jones recebeu o papel em seu primeiro teste, apenas duas semanas após se formar na Universidade de Oxford. Ela revelou que realmente queria o papel, explicando que "às vezes, quando você lê um roteiro, pensa 'Deus, eu adoraria fazer isso'". Ao falar sobre sua predileção pelos personagens, Davies comentou que a escalação de Jones para interpretar Catherine foi "perfeita". O ator estadunidense JJ Feild foi escalado como Henry Tilney, o "jovem clérigo altamente cobiçado", e William Beck recebeu o papel de John Thorpe, o rival de Henry pelo afeto de Catherine.
A atriz britânica Carey Mulligan recebeu o papel da amiga superficial e egoísta de Catherine, Isabella Thorpe. A atriz já havia trabalhado com Davies em uma adaptação de Bleak House. Durante entrevista concedida a Graham Fuller do The Arts Desk, Mulligan comentou: "Eu queria interpretar Isabella porque nunca tinha interpretado uma personagem como essa antes". O ator irlandês Hugh O'Conor foi escolhido para interpretar James Morland, irmão de Catherine e noivo de Isabella. Outros atores irlandeses escalados para a produção incluíram Liam Cunningham como o "excêntrico" General Tilney e Gerry O'Brien e Julia Dearden como Sr. e Sra. Morland, respectivamente. Os atores britânicos Desmond Barrit e Sylvestra Le Touzel, foram escalados como Sr. e Sra. Allen, o casal mais velho e rico que convida Catherine para ir a Bath com eles. Le Touzel já havia interpretado a protagonista de Mansfield Park, Fanny Price, em uma adaptação da obra para televisão de 1983. Catherine Walker e Mark Dymond foram escalados como os irmãos de Henry, Eleanor e Capitão Tilney. Adicionalmente, Geraldine James foi creditada como narradora e voz de Austen.

### Filmagens
Northanger Abbey foi filmado em locações na Irlanda no final de agosto de 2006. Sarah Shannon, do The Independent, afirmou que a ITV havia filmado no país "em grande parte graças aos generosos incentivos fiscais oferecidos pelo governo". As filmagens duraram cinco semanas e o drama foi rodado em filme de Super 16 mm.
O Castelo de Lismore, localizado no condado de Waterford, foi o escolhido como Northanger Abbey, casa da família Tilney. A Casa Higginsbrook, perto de Trim, condado de Meath, serviu de exterior para a casa da família Morland. A casa foi usada mais tarde no filme Becoming Jane (2007), filme sobre o início da vida de Austen. Outros locais de filmagem incluíram o Castelo de Dublin, Casa Ardbraccan e o Castelo de Charleville. Jones disse a Paul Byrne, do Evening Herald, que havia gostado de filmar na Irlanda, pois conheceu grande parte do país.

## Recepção
Em sua primeira transmissão no Reino Unido, Northanger Abbey foi assistido por 5,6 milhões de pessoas e teve uma audiência de 26,6%. Isso o tornou a segunda adaptação mais popular, atrás de Mansfield Park. 931.000 australianos assistiram ao drama quando foi ao ar na ABC1 em junho de 2008. Northanger Abbey recebeu críticas positivas. Pouco antes de ir ao ar no Reino Unido, repórteres de quatro publicações de jornais selecionaram o drama como sua "Escolha do Dia". Jade Wright, do Liverpool Echo, achou que a adaptação mostrou "uma Catherine bem-humorada e franca", com Jones conseguindo "combinar humildade e humor com perfeita desenvoltura". Wright elogiou a decisão de escalar Mulligan e disse que a atriz "brilhou" como Isabella. Um repórter do The Guardian incluiu Northanger Abbey em sua matéria sobre os destaques televisivos da semana, comentando que a adaptação "é a mistura perfeita de erudição e vestidos bonitos para uma noite de domingo".
Lenny Ann Low, do Sydney Morning Herald, também elogiou o elenco e suas performances, afirmando: "Repleto de peitos fartos, olhares cúmplices e cenas que dão vida aos sonhos e fantasias selvagens de Morland, Northanger Abbey tem um bom elenco. Felicity Jones capta perfeitamente a mistura de ingenuidade juvenil, sentimentos sinceros e crenças conscientes de Morland, e J.J. Feild, como o atraente, porém sensato, Tilney, ganha cada vez mais apelo à medida que este drama em longa-metragem se aproxima do clímax". A colega de Low, Joyce Morgan, mais tarde selecionou Northanger Abbey como um dos melhores programas de televisão da semana. No entanto, Ruth Ritchie, escrevendo para o mesmo jornal, afirmou que os criadores da adaptação tentaram "desesperadamente criar um ar de mistério sobre os atos covardes em Northanger Abbey", mas que o público sabia que era tão assustador quanto "uma tartaruga ninja". Mary McNamara, do Los Angeles Times, escreveu: "O romance Northanger Abbey foi tão divertido quanto possível para Austen, e o filme para televisão faz jus ao mesmo padrão".
Ginia Bellafante, crítica do The New York Times, declarou que o drama proporcionou ao público "rostos inocentes e seios arfantes, hiperbolizando o sexo que sempre se esconde sob a superfície da presença adstringente de Austen". Ela continuou dizendo que Northanger Abbey foi feito para ser um filme de televisão e considerou-o mais divertido do que o livro. David Wiegand, do San Francisco Chronicle, escreveu: "Persuasion é um desafio maior tentar encaixar em 90 minutos, a verdadeira diferença entre esse filme e Northanger é a consistência de performances de alta qualidade deste último, uma adaptação cuidadosa e atenta de Andrew Davies e direção sólida de Jon Jones". Escrevendo para o The Daily Telegraph, James Walton observou que "Northanger Abbey era um drama de época perfeitamente aceitável - mas não um que realmente pegou fogo". Simon Hoggart, escrevendo para o The Spectator, comentou que a adaptação de Davies de Northanger Abbey "foi muito mais ousada e confiante do que Mansfield Park na semana anterior".
Ray Bennett, escrevendo para o The Hollywood Reporter, elogiou Northanger Abbey, chamando-o de "uma versão maravilhosamente evocativa", que foi "escrito com talento e imaginação por Andrew Davies". Ele proclamou: "Capturando vividamente o fulgor e a maravilha da adolescência, o filme explora o primeiro romance escrito, mas o último publicado, de Austen em busca das mais puras pepitas de humor, romance e sátira social. A heroína da história, Catherine Morland, do século XVIII, tem uma imaginação febril, e Davies se baseia nas ilustrações divertidas de Austen para criar cenas de aventura gótica". Bennett acrescentou: "O filme é lindamente filmado por Ciarán Tanham, enquanto a trilha sonora do compositor Charlie Mole contribui para o ritmo acelerado das fantasias de Catherine". Por seu trabalho em Northanger Abbey, o diretor de fotografia Tanham foi indicado ao prêmio de Melhor Diretor de Fotografia no 5º Prêmio Irlandês de Cinema e Televisão.